# Loxostege imperialis
Loxostege imperialis là một loài bướm đêm trong họ Crambidae.